# Antropologia comportamental
Antropologia comportamental é o conjunto de conhecimentos e conceitos resultantes da aplicação das teorias do materialismo cultural e behaviorismo na análise dos costumes e hábitos de uma população.   O paradigma do materialismo cultural praticamente foi estabelecido pelo antropólogo americano Marvin Harris (1927 - 2001) a partir das pioneiras concepções de cultura de Karl Marx, (1818 — 1883) e Friedrich Engels, (1820 — 1895), mais especificamente as noções de infraestrutura e superestrutura, e as concepções do psicólogo americano B. F. Skinner (1904 -1990) sobre cultura e ambiente social determinante dos costumes ou comportamentos habituais de um povo.
Para Skinner o ambiente social (formador da cultura) em parte é o resultado de procedimentos de grupo que geram o comportamento ético e a extensão desses procedimentos aos usos e costumes e, em parte é a realização as “agências controladoras” que possuem certa espécie de poder sobre as variáveis que afetam o comportamento humano. São essas agências de controle: o governo, a lei, a religião, processos como educação e psicoterapia e o controle econômico. A cultura na qual um indivíduo nasce se compõe de todas as variáveis que o afetam e que são dispostas por outras pessoas 
Segundo Ward e Eastman  a análise cultural tem sido sempre a essência filosófica do "behaviorismo radical" desde o início dessa proposição e como visto em importantes publicações de Skinner (Walden II, Ciência e Comportamento Humano, O mito da liberdade e Sobre o Behaviorismo). 
No artigo de Richard W. Malott,  “Comportamento controlado por regras e antropologia comportamental” (1988) . esse autor  propôs claramente a aproximação da psicologia comportamental à proposição do materialismo cultural, onde se afirma que práticas culturais resultam da ação dos integrantes daquela população e  não de predisposições sociobiológicas, mentalísticas ou místicas (por ex., hindus idolatram vacas porque, à longo prazo, tal idolatria resulta em mais comida e não em menos comida). Uma regra, nesse caso é entendida como uma descrição verbal de uma contingência comportamental e uma contingência comportamental consiste de uma resposta, uma conseqüência e um estímulo discriminativo em cuja presença a resposta produzirá aquela conseqüência (Malott,1988 o.c.)  

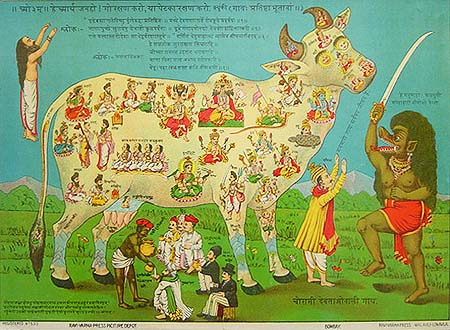
Vaca, divindades, contingências culturais ou metacontingências (ilustração indiana, 1912

Voltando às definições de Skinner do seu livro "Ciência e comportamento humano" sabe-se que uma vez originado um costume, uso ou estilo, será automantido pelo sistema social que o observa e à medida que cada indivíduo vem se conformar com este. Seu proprio comportamento conformado contribui para o padrão com o qual o comportamento dos outros será comparado. (oc. p. 455)
Na sua fundamentação teórica Skinner recorre ainda à Thorstein Veblen, (1857 - 1929), autor de "A teoria da classe ociosa", para quem os membros de um grupo aderem às suas práticas para serem aceitos e para obter prestígio ao controlar aqueles que são incapazes de se controlar da mesma maneira. (Skinner (2003) oc. p. 454)

## Behaviorismo, antropologia e comportamento
Como dizia o próprio Skinner, "grande parte daquilo que é chamado ciência do comportamento não é behaviorista", no sentido estrito do termo. A própria antropologia cultural e social dividem-se quanto a acepção do conceito de comportamento, desdes as concepções do século XVIII de Immanuel Kant (1724-1804) sobre a metafísica dos costumes às "regras de conduta" submetidas a sanções e aprovação do grupo, entendidas ainda como costumes e crenças, mas cuidadosamente descritas pelas regras da etnologia moderna e trabalho de campo (etnografia). O comportamento e as regras de conduta podem ainda ser entendidos como "atos tradicionais, agrupados (pelo etnógrafo) com vista ao seu efeito mecânico, físico ou químico, conhecidos como técnicas segundo Mauss  que ao contrário de Karl Marx (1818 — 1883), como ele cita, são atos tradicionais capazes de condicionar a economia. (Mauss,1972 o.c.), não sendo somente os fatores econômicos o que os condicionam e determinam.
Segundo Herskovits  antes de 1920, vários antropólogos como Franz Boas (1858 — 1942), Alexander A. Goldenweiser (1880 – 1940), Charles G. Seligman (1873 – 1940) e William H. R. Rivers (1864 — 1922) e outros "sublinharam a necessidade de levar muito em conta a psicologia", destacando que Boas falou da etnografia como de uma "disciplina behaviorista" e a obra de Clark Wissler (1870 – 1947), "Man and Culture", 1923 (O homem e a cultura) baseava seus argumentos psicológicos nas teorias dessa escola. Ainda segundo esse autor (Herskovits, 1948 o.c.) a teoria dos instintos (psicologia instintivista) era absolutamente incompatível com a variedade de costumes que a humanidade apresenta. Skinner, 2006 (o.c. p. 189) ressalta entretanto que há behavioristas que minimizam a importância da hereditariedade (referindo-se particularmente à Jacob R. Kantor (1888–1984)) mas que questões ambientais e especificamente sociais e políticas, representam um papel maior que aparentam. Observe-se porém a visão particular que o behaviorismo, leia-se Skinner, possui sobre o governo e instituições organizadas tais como religiões, sistemas econômicos, educacionais exercem sobre os indivíduos, infelizmente, via de regra, segundo ele, são imediatamente adversativas para aqueles que são controlados ou os exploram a longo prazo. (Skinner, 2006, o.c. p. 164)) 
As ciências do comportamento ainda hoje são compreendidas como uma ciência dos costumes, de abrangência inter-disciplinar entre a psicologia e as ciências sociais, sociologia e antropologia ou etnologia, sendo essa última definida como um estudo comparativo da humanidade e da cultura, procurando explicar a diversidade e a similaridade do comportamento humano em todo o mundo. 
Segundo Melo e Moreira  a  análise de práticas culturais envolve, necessariamente, a análise de contingências comportamentais. De certo modo a seleção, manutenção e extinção de comportamentos operantes (numa perspectiva individual ou  ontogenética)  não pode ser dissociado das práticas culturais. Contudo, assinam os autores, a complexidade das relações envolvidas em práticas culturais ou crenças torna a tarefa de analisá-las consideravelmente mais difícil que a análise de comportamentos individuais. Nesta análise deve ser considerado o comportamento social de origem filogenética que corresponde aos comportamentos em grupo que aumentam as chances de sobrevivência e/ou reprodução da espécie; e os de origem ontogenética, que correspondem aos comportamentos individuais com suas consequências mais ou menos associadas aos reforçadores estabelecidos em regras pela cultura ou na interação com outros indivíduos.

## Ligações externas

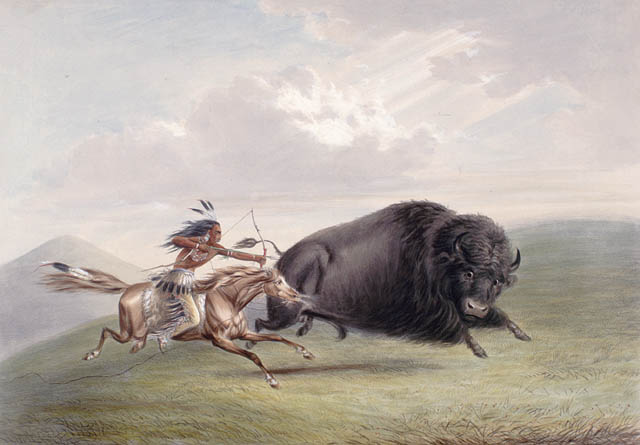
Os habitats naturais dos povos caçadores são amplamente divergentes e notáveis as semelhanças entre esses povos